# David H. Bieter

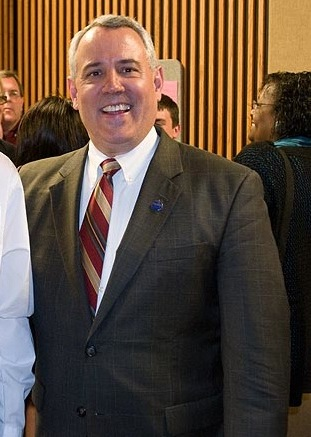
David Bieter 2009

David H. Bieter (* 1. November 1959 in Boise, Idaho) ist ein US-amerikanischer Politiker und war von Januar 2004 bis Januar 2020 Bürgermeister seiner Heimatstadt Boise. Er ist Mitglied der Demokratischen Partei.
Bieter wuchs in Boise auf und besuchte bis 1978 die Bishop Kelly High School. Er erwarb den Bachelor an der University of St. Thomas in Minnesota und einen Abschluss in Rechtswissenschaften an der University of Idaho. In der Folge war er als Jurist unter anderem für das Bonner County tätig, arbeitete als Experte für Bodennutzung im Büro des Staatsanwalts im Ada County und eröffnete schließlich eine private Anwaltskanzlei.
Nachdem seine Eltern 1999 bei einem Autounfall ums Leben gekommen waren, wurde er für die Nachfolge seines Vaters Pat Bieter im Repräsentantenhaus von Idaho nominiert. In den Jahren 2000 und 2002 gelang ihm jeweils die Wiederwahl. Am 6. Januar 2004 trat er die Nachfolge der kommissarischen Amtsinhaberin Carolyn Terteling-Payne als Bürgermeister von Boise an, nachdem er sich in der Wahl gegen Chuck Winder und Vaughn Killeen durchgesetzt hatte. 2007 gelang ihm die Wiederwahl gegen Jim Tibbs.
Bieter kandidierte bei der Bürgermeisterwahl 2019 in Boise für eine fünfte Amtszeit als Bürgermeister und belegte in einem Feld von sieben Kandidaten den zweiten Platz hinter Stadtratspräsidentin Lauren McLean. Da kein Kandidat 50 Prozent der abgegebenen Stimmen erhielt, traten McLean und Bieter in einer Stichwahl am 3. Dezember 2019 erneut an. McLean schlug Bieter und erhielt 65 Prozent der abgegebenen Stimmen.
Bieter unterstützte Hilfsprojekte, so z. B. das Catholic Charities of Idaho social action committee. Er ist verheiratet und hat eine Tochter.